# Gare d'Oudegem
La gare d'Oudegem (en néerlandais : station Oudegem) est une gare ferroviaire belge de la ligne 53, de Schellebelle à Louvain, située à Audeghem, section de la ville de Termonde, dans la province de Flandre-Orientale en Région flamande.
Elle est ouverte en 1837 par l'administration des chemins de fer de l'État belge. C'est un arrêt sans personnel de la Société nationale des chemins de fer belges (SNCB) desservi par des trains Omnibus (L) et Heure de pointe (P).

## Situation ferroviaire
Établie à 5 mètres d'altitude, la gare d'Oudegem est située au point kilométrique (PK) 10,177 de la Ligne 53, de Schellebelle à Louvain, entre les gares de Schoonaarde et de Termonde. 
C'était une gare de bifurcation avec la ligne 57, d'Alost à Lokeren avant la fermeture de la section d'Alost à Termonde via Oudegem.

## Historique

### Histoire
La « station d'Audeghem » est mise en service à la fin de l'année 1837 par l'administration des chemins de fer de l'État belge, peu après l'ouverture, le 15 septembre 1837, de la section de Termonde à Schellebelle.
En 1853, il est prévu de fermer la station lors de la mise en service de la ligne d'Alost à Termonde, qui comprend un arrêt à Gyseghem. En 1856, la gare est en service sans qu'il soit indiqué la date de sa réouverture.

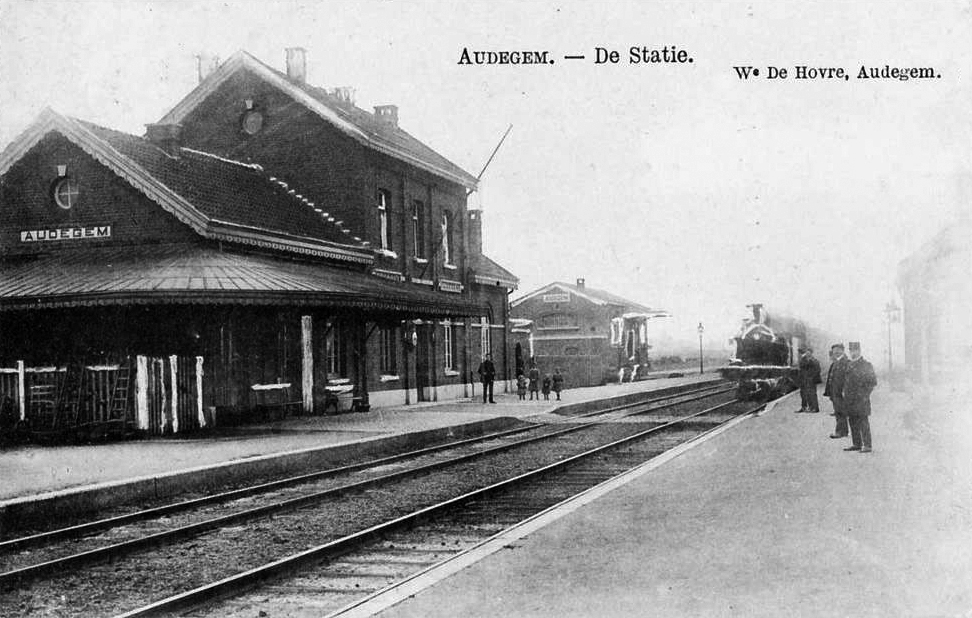
La gare vers 1900.

La construction du bâtiment des recettes de la halte d'Audeghem est adjugée le 7 août 1861, dans la salle d'attente de la gare de Bruxelles-Nord dans un lot comprenant aussi la station de Tronchiennes. Le 9 février 1863 a lieu l'adjudication de la fourniture et de la pose des portes et fenêtres du nouveau bâtiment des recettes de la station d'Audeghem tandis que le auvent est adjugé le 22 décembre 1864.
L'aspect de cette gare n'est pas connu. On relève une concomitance avec les adjudications des bâtiments de Havinnes, Tronchiennes et Erembodegem lesquelles sont identiques entre-elles.
Il y a plus tard eu un second bâtiment à Audegem car le bâtiment présent sur les cartes postales est une gare de plan type 1895, des gares standard qui furent construites de 1895 à 1914. Il a depuis été démoli.
En 1978, la gare est classée en arrêt sans guichet et sans personnel et en 1994 il n'y a plus de desserte le week-end.

### Nom de la gare
Lors de sa mise en service la station est dénommée « Audeghem ». Son écriture est ensuite modifiée en « Audegem » avant d'être officiellement renommée « Oudegem » le 1er février 1938.

## Service des voyageurs

### Accueil
Halte SNCB, c'est un point d'arrêt non géré (PANG) à accès libre.
La traversée des voies et le passage d'un quai à l'autre s'effectuent par le passage à niveau routier.

### Desserte
Oudegem est desservie, uniquement en semaine, par des trains Omnibus (L) et Heure de pointe (P) de la SNCB qui effectuent des missions sur la ligne commerciale 53 : Malines - Gand (voir brochure SNCB de la ligne 53).
La desserte est constituée par des trains L circulant entre Malines et Zeebrugge-Dorp (ou Zeebrugge-Strand pendant les vacances), renforcés, le matin, par un unique train P entre Termonde et Gand-Saint-Pierre (retour l’après-midi).
Aucun train ne marque l’arrêt à Oudegem les week-ends et jours fériés.

### Intermodalité
Un parc pour les vélos et un parking pour les véhicules y sont aménagés. Des bus desservent la gare.

## Comptage voyageurs
Ce graphique et tableau montre le nombre de voyageurs embarquant en moyenne durant la semaine, le samedi et le dimanche.
| Nombre de passagers qui embarquent à la gare d'Oudegem | Nombre de passagers qui embarquent à la gare d'Oudegem | Nombre de passagers qui embarquent à la gare d'Oudegem | Nombre de passagers qui embarquent à la gare d'Oudegem |
|                                                        | Semaine                                                | Samedi                                                 | Dimanche                                               |
| ------------------------------------------------------ | ------------------------------------------------------ | ------------------------------------------------------ | ------------------------------------------------------ |
| 1977                                                   | 105                                                    | 11                                                     | -                                                      |
| 1978                                                   | 97                                                     | 5                                                      | -                                                      |
| 1979                                                   | 94                                                     | 4                                                      | -                                                      |
| 1980                                                   | 131                                                    | -                                                      | -                                                      |
| 1981                                                   | 121                                                    | -                                                      | -                                                      |
| 1982                                                   | 116                                                    | -                                                      | -                                                      |
| 1983                                                   | 144                                                    | 2                                                      | -                                                      |
| 1984                                                   | 180                                                    | 29                                                     | 22                                                     |
| 1985                                                   | 163                                                    | 20                                                     | 21                                                     |
| 1986                                                   | 188                                                    | 16                                                     | 27                                                     |
| 1987                                                   | 160                                                    | 18                                                     | 21                                                     |
| 1988                                                   | 173                                                    | 15                                                     | 10                                                     |
| 1989                                                   | 169                                                    | 15                                                     | 17                                                     |
| 1990                                                   | 181                                                    | 29                                                     | 20                                                     |
| 1991                                                   | 155                                                    | 15                                                     | 26                                                     |
| 1992                                                   | 151                                                    | 26                                                     | 25                                                     |
| 1993                                                   | 179                                                    | 14                                                     | 18                                                     |
| 1994                                                   | 158                                                    | -                                                      | -                                                      |
| 1995                                                   | 155                                                    | -                                                      | -                                                      |
| 1996                                                   | 188                                                    | -                                                      | -                                                      |
| 1997                                                   | 193                                                    | -                                                      | -                                                      |
| 1998                                                   | 202                                                    | -                                                      | -                                                      |
| 1999                                                   | 167                                                    | -                                                      | -                                                      |
| 2000                                                   | 158                                                    | -                                                      | -                                                      |
| 2001                                                   | 157                                                    | -                                                      | -                                                      |
| 2002                                                   | 124                                                    | -                                                      | -                                                      |
| 2003                                                   | 129                                                    | -                                                      | -                                                      |
| 2004                                                   | 137                                                    | -                                                      | -                                                      |
| 2005                                                   | 136                                                    | -                                                      | -                                                      |
| 2006                                                   | 156                                                    | -                                                      | -                                                      |
| 2007                                                   | 165                                                    | -                                                      | -                                                      |
| 2008                                                   | -                                                      | -                                                      | -                                                      |
| 2009                                                   | 146                                                    | -                                                      | -                                                      |
| 2010                                                   | -                                                      | -                                                      | -                                                      |
| 2011                                                   | -                                                      | -                                                      | -                                                      |
| 2012                                                   | 164                                                    | -                                                      | -                                                      |
| 2013                                                   | 169                                                    | -                                                      | -                                                      |
| 2014                                                   | 140                                                    | -                                                      | -                                                      |
| 2015                                                   | 135                                                    | -                                                      | -                                                      |
| 2016                                                   | 153                                                    | -                                                      | -                                                      |
| 2017                                                   | 168                                                    | -                                                      | -                                                      |
| 2018                                                   | 177                                                    | -                                                      | -                                                      |
| 2019                                                   | 181                                                    | -                                                      | -                                                      |
| 2020                                                   | 105                                                    | -                                                      | -                                                      |
| 2021                                                   | -                                                      | -                                                      | -                                                      |
| 2022                                                   | 230                                                    | -                                                      | -                                                      |
| 2023                                                   | 296                                                    | -                                                      | -                                                      |
| 2024                                                   | 217                                                    | -                                                      | -                                                      |

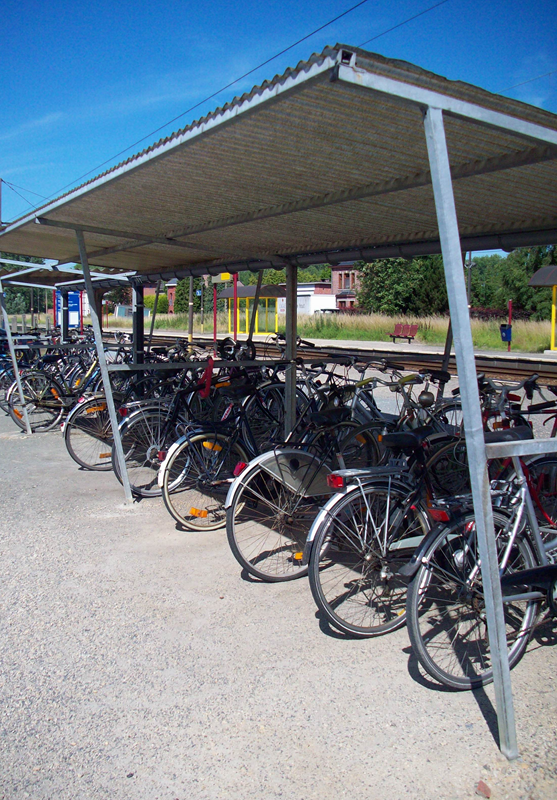
Abri à vélos.
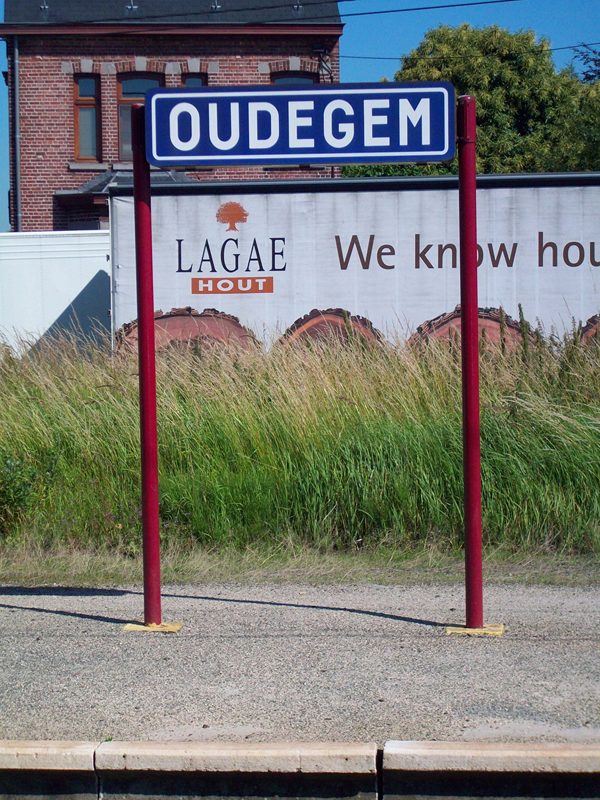
Panneau de quai.